# 3 Legs
3 Legs, noto anche come Three Legs, è un brano scritto da Paul McCartney e pubblicato sul suo album Ram del 1971; quest'ultimo è anche accreditato alla moglie Linda. Entrambi hanno prodotto la traccia. Una versione strumentale è presente sull'album Thrillington.

## Il brano
Parte dell'ispirazione per questo brano proviene dallo scioglimento dei Beatles. Mentre John Lennon e George Harrison scrivevano molto apertamente delle esperienze, anche quelle negative, avute con la band, McCartney preferiva ricorrere in metafore e giochi di parole; questi riferimenti sono particolarmente presenti nelle liriche originali, che parlavano di un amico che lo lasciava (presumibilmente Lennon). Il fonico Eirik Wangberg ha però affermato che l'ispirazione per la canzone provenga da un disegno della figlia di Paul Heather. Il titolo di lavorazione era A Dog Is Here. Lennon, che ha fortemente criticato Ram, ha detto di apprezzare qualcosa del brano, da lui ribattezzato My Dog's Got Three Legs.
S'iniziò la registrazione della canzone il 16 ottobre 1970 ai Columbia Studios di New York; nel 1971 sono stati svolte alcune sovraincisioni ai Sound Recorders Studios di Los Angeles. 3 Legs fu uno degli ultimi brani dell'album aventi come chitarrista David Spinozza: poco dopo venne sostituito da Hugh McCracken. Il primo ha dichiarato di apprezzare la canzone, da lui descritta come un brano blues che si è divertito a registrare; ha anche detto che gli è parso strano che il basso elettrico non venne registrato nella prima sessione.
Il videoclip del brano, così come quello di Heart of the Country, è stato prodotto da McCartney e girato da Ray Benson, che ha anche lavorato nel film Magical Mystery Tour, e sono stati trasmessi nella trasmissione della BBC Top of the Pops il 24 giugno 1971.

## Formazione
- Paul McCartney: voce, chitarra acustica, chitarra elettrica, basso elettrico
- Linda McCartney: cori
- David Spinozza: chitarra acoustica, chitarra elettrica
- Denny Seiwell: batteria, tamburello[1]